# DBC Ballerups Nytårsstævne
DBC Ballerups Nytårsstævne er et banecykelløb der afholdes årligt nogle dage før nytår i Ballerup Super Arena, Danmark. Cykelklubben DBC Ballerup står bag stævnet. Det køres både for herre og dame elite, et talentløb og en række andre løb. Hovedbegivenheden ved nytårsstævnet er 100 km parløb for herrer elite.

## Vindere

### 100 km parløb - Herrer elite
| År                                         | Vindere                                  | Andenplads                         | Tredjeplads                           |
| ------------------------------------------ | ---------------------------------------- | ---------------------------------- | ------------------------------------- |
| 2015                                       | Jesper Mørkøv Christian Grasmann         | Marc Hester Jasper De Buyst        | Michael Mørkøv Jan Kraus              |
| 2016                                       | Michael Mørkøv Lasse Norman Leth         | Julius Johansen Leif Lampater      | Frederik Rodenberg Casper von Folsach |
| 2017                                       | Julius Johansen Frederik Rodenberg       | Mathias Krigbaum Niklas Larsen     | Michael Mørkøv Niki Terpstra          |
| 2018                                       | Michael Mørkøv Lasse Norman Leth         | Julius Johansen Casper von Folsach | Iljo Keisse Marc Hester               |
| 2019                                       | Niki Terpstra Iljo Keisse                | Michael Mørkøv Mads Pedersen       | William Blume Levy Robin Juel Skivild |
| 2020-2021 aflyst pga. coronaviruspandemien |                                          |                                    |                                       |
| 2022                                       | Dylan van Baarle Yoeri Havik             | Roger Kluge Theo Reinhardt         | Michael Mørkøv Lasse Norman Leth      |
| 2023                                       | Robin Juel Skivild Tobias Aagaard Hansen | Theodor Storm Michael Mørkøv       | Yoeri Havik Julius Johansen           |
| 2024                                       | Matias Malmberg Aaron Gate               | Michael Mørkøv Mads Pedersen       | Conrad Haugsted Andreas Stokbro       |

- Kilde: CyclingWorld.dk - 100 km parløb Ballerup Super Arena